# Littérature moyen-néerlandaise

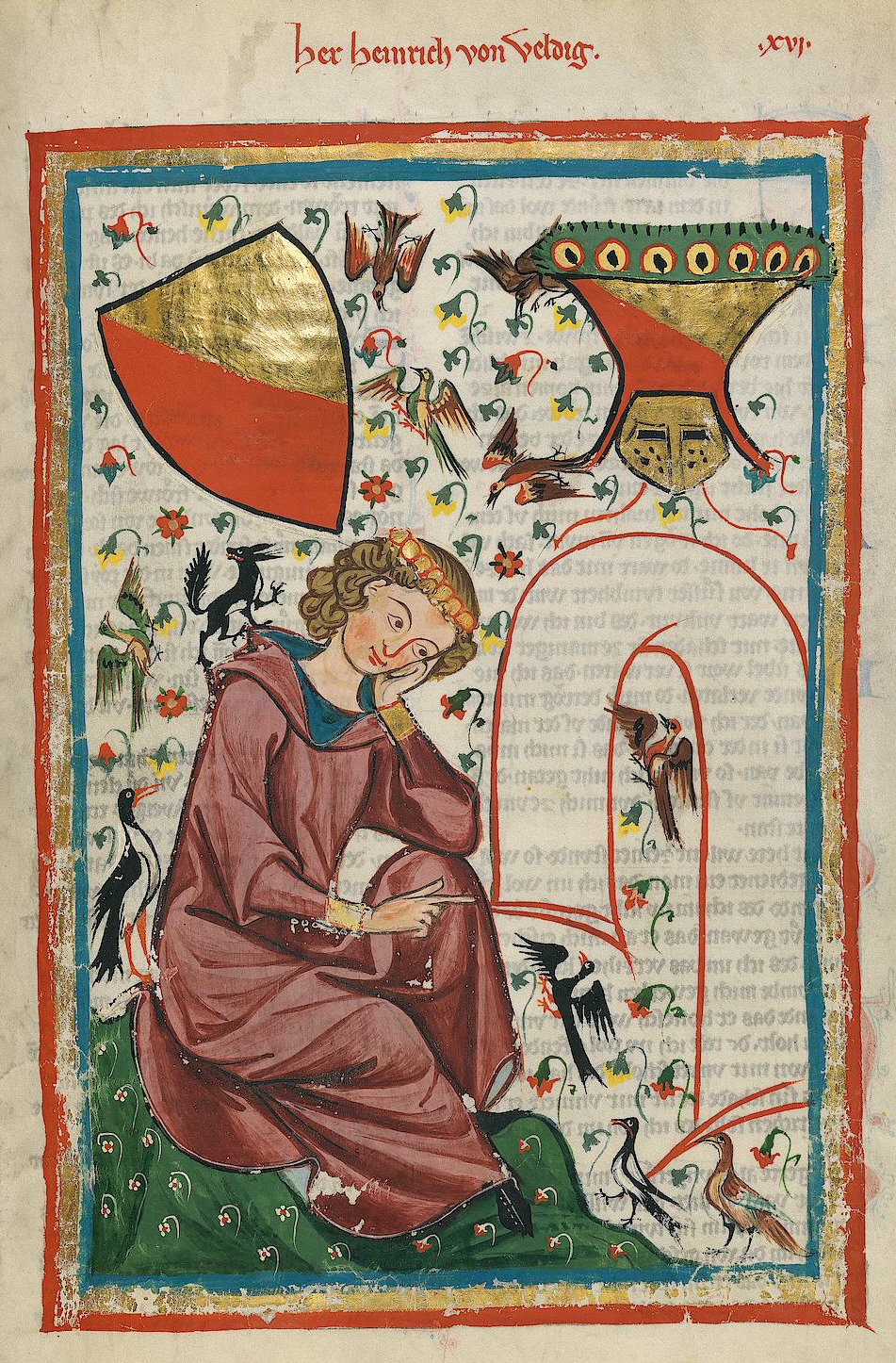
Hendrik van Veldeke, enluminure du manuscrit dit Codex Manesse, vers 1300.

La littérature moyen-néerlandaise est l'ensemble de ce qui est décrit comme œuvre littéraire en moyen néerlandais, ancêtre du néerlandais moderne, écrit et parlé aux anciens Pays-Bas, une région historique qui comprend les royaumes des Pays-Bas et de Belgique actuels, ainsi qu’une large partie du nord de la France, et correspondant plus ou moins à la région Nord-Pas-de-Calais.

## Prolégomènes

### Diffusion – transmission
Bien que, pour certains, la question si des œuvres plus précoces que celles conservées ont existé, soit un sujet de litige, il est, toutefois, fort probable que l'épanouissement aux XIIe et XIIIe siècles n’a pas été possible sans une préparation assez longue. Vraisemblablement, toutes sortes de chansons, légendes, etc. ont été notées déjà tôt dans l’histoire, mais celle-ci n’a pas été clémente pour les Pays-Bas, une succession de guerres et d’occupations ayant effacé tout de la période de la littérature en vieux néerlandais. Beaucoup de littérature païenne a probablement été détruite par zèle chrétien.

### Les premiers textes au Moyen Âge
Ce n’est que relativement tard, à savoir dans le courant de la seconde moitié du XIIe siècle, que l’on trouve des écrits en langue thioise.
Jusqu'à la fin du XIe siècle, la littérature néerlandaise, comme dans le reste de l'Europe occidentale, était presque exclusivement orale. Les textes scientifiques et religieux ont été écrits en latin. En fait, les textes survivants de cette période sont assez rares. Aux XIIe et XIIIe siècles, la plupart des œuvres littéraires étaient des romans de chevalerie ou des hagiographies écrites pour des clients aristocratiques. Ce n'est que depuis la fin du XIIIe siècle que la littérature est devenue de plus en plus didactique, le groupe cible principal n'étant plus la noblesse, mais la bourgeoisie.
Les contrées limitrophes de la sphère d'influence francophone étaient les plus susceptibles d'en subir l'impact, ce qui est une des causes pour lesquelles la plupart des œuvres transmises de l'époque du Haut Moyen Âge ont été écrites au Limbourg, en Brabant et en Flandre – la richesse plus grande des villes des Pays-Bas méridionaux par rapport aux Pays-Bas septentrionaux en étant une autre.

### Hebban olla vogala
L’essentiel de ce qui nous reste du vieux néerlandais sont des mots isolés. Il n'y est pas vraiment question de textes cohérents. Dans un vœu de baptême d'Utrecht, datant du VIIIe siècle, on lit : « Gelobistu in got alamehtigan fadaer » (« Croyez-vous en Dieu, le Père tout-puissant ? »). Puis il y a aussi une source remontant au  Xe siècle, connue comme les Wachtendonckse Psalmen (les Psaumes de Wachtendonck) dont le manuscrit original est perdu, mais dont des copies d’une partie de son contenu nous offrent tout de même quelques fragments de vieux néerlandais. À part ces textes, il y en a d’autres qui sont encore plus vieux : il s'agit de quelques fragments néerlandais (ou vieux bas francique) de la loi salique du VIe siècle. La formule suivante, utilisée pour affranchir un serf, est considérée comme la plus ancienne phrase en néerlandais :
« Maltho thi afrio lito » (« Je te dis, serf : je te donne ta liberté. »)
Le premier vrai texte littéraire en néerlandais remonte à la fin du XIe siècle : la célèbre probatio pennae « Hebban olla vogala » :
hebban olla vogala nestas hagunnan
hinase hic enda thu
wat unbidan we nu
(« Tous les oiseaux ont commencé leur nid
sauf toi et moi.
Qu'attendons-nous donc ? »)
| Figure-clé : Hendrik van Veldeke |
| --- |
| Le premier auteur dont on connaît le nom est Hendrik van Veldeke. Il a vécu dans la région de la Meuse et a joué un rôle majeur dans l'histoire de la littérature de langue allemande. Sans doute, sa langue maternelle était un dialecte de transition, et, de ses œuvres, une partie est transmise dans différentes versions. Van Veldeke a écrit l’hagiographie Het Leven van Sint-Servaas, sur la vie de saint Servais, vers 1170 ; puis, un roman d’Énée (vers 1175) qui s'inspire de l'Énéide classique, et de la poésie d'amour courtois dans le style des troubadours provençaux. Parmi les œuvres de Van Veldeke, la biographie du saint est la seule à avoir été transmise en version moyen-néerlandaise. Ses autres travaux, le roman d’Énée et ses poèmes d'amour sous forme de chansons, ne sont conservés qu’en moyen haut-allemand. |

## Les récits profanes

### Romans précourtois

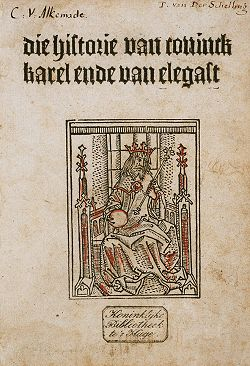
Frontispice d’une édition de la fin du Moyen Âge de Karel ende Elegast.

Les premiers romans de chevalerie apparaissent dans la région de la Meuse. Quelques exemples notables : le Floyris de Trèves, l’Aiol limbourgeois et le Tristan bas francique. Bien qu'à cette époque, le comté de Flandre ait été très en avance sur d'autres régions des Pays-Bas, il fallait attendre jusqu'au XIIIe siècle pour voir paraître le premier roman de chevalerie en langue vernaculaire. Un des rares romans de la Hollande, avant 1300, est une adaptation de Perceval dont seuls quelques fragments ont survécu.
Les romans de chevalerie n'étaient pas des « romans » au sens moderne, mais de longs poèmes rimés en langue vernaculaire. Souvent, il s'agit de traductions du français ou de l'anglais. Les romans racontent des histoires de guerriers courageux et de leur dévouement aux femmes, ou ont été inspirés par les contes de l'Antiquité classique et de l'Orient.
Appartenant à des sphères culturelles variées, les poèmes chevaleresques en moyen néerlandais ne relèvent pas tous d’un même esprit. Les thèmes principaux permettent de distinguer quatre types de romans de chevalerie.
Les romans carolingiens où Charlemagne joue le rôle central – ce qui est le cas de Karel ende Elegast, la chanson de Roland ou Roelantslied ou le Renout van Montalbaen - appartiennent à une culture précourtoise. On peut également citer, dans le même genre, le Roman der Lorreinen et Floovent (Chlodowing, fils de Clovis). Souvent, ces romans offrent une image des mœurs des Francs.
Le protagoniste, Charlemagne, est entouré de vassaux parfois fidèles, parfois infidèles. Karel ende Elegast est sans doute une œuvre originale. Les autres romans de ce type sont, en général, des adaptations de modèles français (chansons de geste, res gestae ; en néerlandais : geesten ou yeesten). Leurs auteurs demeurent dans l'anonymat.

### Autres romans
Les autres romans de cette ère, bien que produits vers la même époque que les précédents, trouvent leur origine dans un développement ultérieur de la vie sociale, et représentent une chevalerie plus civilisée, dotée d'une culture courtoise qui implique de bonnes manières et le vasselage d'amour, à comprendre comme un grand respect pour les femmes dans la société. Le courant spirituel courtois est né en Provence et a ensuite fait son chemin vers le nord. Les romans en moyen néerlandais empruntent, ici aussi, aux modèles français, ou puisent parfois leur inspiration dans des ouvrages latins.
Selon la matière traitée, elles se subdivisent comme suit.

#### Les romans classiques
Les romans classiques sont des récits aux couleurs particulièrement médiévales, plein d’anachronismes. D’anciens héros classiques, comme Énée, les Troyens ou Alexandre, y sont représentés comme des chevaliers courtois et distingués. Hendrik van Veldeke écrivit ainsi son Eneïde, achevé avant 1190 et transmis dans une version en moyen haut-allemand, raison pour laquelle on a parfois contesté l'assertion, généralement acceptée, que le roman avait été rédigé, à l'origine, en moyen néerlandais. Aussi loin dans le temps qu’au milieu du XIIIe siècle, Jacob van Maerlant écrivit les Alexanders Geesten (gestes d'Alexandre) et l’Historie van Troyen (l’histoire de Troie).

#### Les romans celto-britanniques
Les romans celto-britanniques ou anglo-saxons sont des récits qui se déroulent dans une Bretagne imaginaire. Les thèmes développés sont ceux du roi Arthur (un dirigeant des Britanniques au VIe siècle et ses chevaliers de la Table ronde, et le Graal (la coupe ou le calice de la Cène, conservé au château du Graal).
Un ouvrage original de ce genre est le Walewein (Gauvain), commencé par Penninc et complété par Pieter Vostaert. Le roman de Ferguut est également reconnu pour ses grandes qualités.

#### Les romans orientaux
Les romans dits « orientaux » incorporent des éléments que l'on pourrait qualifier d’orientalistes, provenant de Byzance, d'Arabie, de Babylone et d'Italie. Ils sont plus intimes que les précédents : les aventures progressent dans le contexte de l’amour (minne). Le chef-d'œuvre du genre est Floris ende Blanceflour. Du Parthenopeus van Bloys, adaptation de Partonopeus de Blois, ne subsistent que des fragments.

### Fables et épopées animales
À l'instar des fabulistes de l'Antiquité, le Grec Ésope et le romain Phèdre, qui attribuent des qualités humaines aux animaux, les auteurs des Pays-Bas écrivaient des œuvres de même esprit. Calfstaf et Noydekijn ont remanié le matériel de ces auteurs de l'Antiquité pour créer leur propre Esopet (vers 1250). En dehors des fables se développe un autre genre : celui de l'épopée animale.
Le beau poème Van den Vos Reinaerde parodie un peu la poésie épique chevaleresque.

#### Van den vos Reynaerde

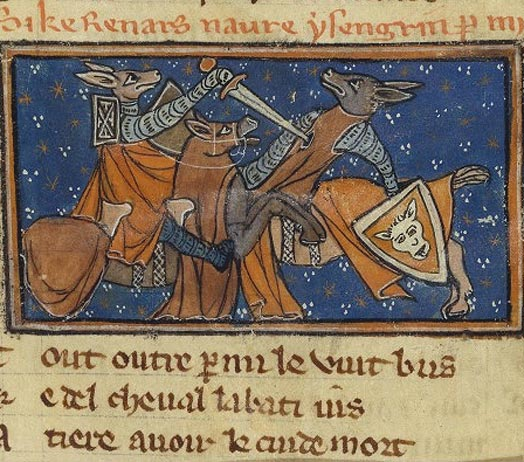
Le Roman de Renart, illustration dans un manuscrit français de 1300 environ.

Van den vos Reynaerde (par Willem die Madocke maecte, Willem qui faisait Madocke) est un point culminant de la littérature en moyen néerlandais. Ce poème, d'environ 1260, se moque ironiquement des genres épiques, illustrés par les romans d'Arthur et de Charlemagne, en mettant sur scène, comme personnages, des animaux. Reinaert, un renard rusé, réussit à manipuler les autres animaux figurant dans un univers féodal. Van den vos Reynaerde est un des rares ouvrages en moyen néerlandais traduits en latin (et non vice-versa, ce qui était plus souvent le cas). Le livre aurait été écrit au XIIIe siècle par un certain Willem, de qui on mentionne, dans les premières lignes, un autre ouvrage : Madocke. Madocke est un terme général pour les romans de chevalerie. Une autre indication, permettant d’identifier l’auteur, est l’acrostiche, formé par les derniers vers, qui se lit comme « BI WILLEME » (par Willem). Selon Jacob van Maerlant le poète flamand Willem van Hulst aurait écrit, vers l'an 1200, une histoire, Le voyage de Madoc (De reis van Madoc), basée sur la vie du gallois Owain ap Madoc (XIIe siècle). Un autre auteur à qui on peut attribuer ce roman de Renard est Willem van Boudelo, alias Willem Corthals. Ce Reynaert moyen néerlandais emprunte au premier livre du Roman de Renart français, Le Plaid, écrit vers 1160 par Perrout de Saint Cloude.

### Développements ultérieurs et autres genres
Encore aux XIVe et XVe siècles, la plupart des genres mentionnés ci-dessus étaient pratiqués, ne fût-ce qu'adaptés au goût de l'époque. En outre, de nouveaux romans chevaleresques ont vu le jour, tels que De Borchgravinne van Vergi, une histoire tragique d'amour courtois, et De Roman van Heinric en Margriete van Limborch. Un roman allégorique est De Spieghel der Minnen, qui est une adaptation du Roman de la Rose, par Hein van Aken. Outre ces volumineux ouvrages, des plus courts entraient en vogue : les Boerden, genre de fabliau, où on ridiculise surtout les classes inférieures, et des Proverbes (histoires sérieuses).

### Diffusion de la littérature après l’invention de l’imprimerie
Par l'invention de l'imprimerie en Occident, les récits ont été mis à la portée de tous. Les vieux romans chevaleresques ne convenant plus à cette forme, certains ont été adaptés en prose. Ces ouvrages en prose, qualifiés plus tard de populaires, sont parfois entremêlés de morceaux en vers, selon la technique de l'époque. En outre, sous cette même forme étaient remaniés beaucoup de travaux écrits dans d'autres langues. De pareils romans en prose sont : De Vier Heemskinderen et Ulenspieghel.

## Les récits spirituels
Les romans chevaleresques du Moyen Âge sont toujours écrits du point de vue du chrétien ; par exemple, dans la juxtaposition entre la chrétienté et l’Islam. Leur esprit très rude provoqua la production de travaux narratifs ayant l’instruction comme but immédiat, surtout par des descriptions des vies exemplaires des saints, des histoires du Christ et des légendes de Marie. Surtout dans les couvents, ces ouvrages ont trouvé des lectrices avides. De nouveau, aussi dans ce domaine, le plus ancien ouvrage connu a été écrit par Hendrik van Veldeke (entre 1160-1170). Il s’agit d’une description de la vie de saint Servais, un saint limbourgeois. L’un des plus vieux manuscrits rapportant la légende de Saint Brendan, De Reis van Sinte Brandaen, date du XIIe siècle. Le moine Willem d'Affligem a écrit une vie de sainte Lutgarde (avant 1263) et un autre moine, Martijn de Torhout, a écrit Vanden Levens Ons Heren à la fin du XIIIe siècle. Un petit chef-d’œuvre du genre est la légende mariale Beatrijs. Légèrement plus récent est le Theophilus, sorte de version médiévale de Faust, car le protagoniste est sauvé par la Vierge Marie. Plus tard, les écritures bibliques, ainsi que les vies de saints en prose, augmentaient en nombre. Abondamment, des exemples et légendes venaient s’ajouter au répertoire, mais ont depuis perdu leur attrait, étant conçus, avant tout, pour l’édification.
| Figure-clé : Jacob van Maerlant |
| --- |
| Jacob van Maerlant appartient à ce qu'on appelle la littérature spirituelle, comme d’ailleurs Béatrice et Hadewijch. Alors que celles-ci écrivaient pour des initiés, van Maerlant voulait que ses sujets religieux soient accessibles aux nobles laïques. Il n'est donc pas seulement un poète mais aussi un enseignant. Quelques œuvres bien connues : - Rijmbijbel, une adaptation de la Scolastica Historia de Pierre le Mangeur, - Spieghel historiael, où il présente l'histoire comme un miroir de bonne et de mauvaise conduite. |

## Le mysticisme

### Présentation
Par le mysticisme, les catholiques désignent une union consciente, directe et d'amour de l'âme avec Dieu, suscitée par Dieu lui-même. L'âme est saisie par un sentiment croissant en clarté et certitude de l'activité de Dieu en elle ; elle adhère à Lui par une expérience qui est, en même temps, connaissance et amour, qui la purge douloureusement, qui la fait aspirer de façon encore plus intense à l'adoration de Dieu, et qui, par cela, la rend en même temps infiniment heureuse. Dans la phase finale, le jeu des sens et de l'imagination, voire la conscience de soi, est suspendu, ce qui mène à l'extase.
La littérature mystique comprend à la fois le mysticisme « affectif », par lequel est reproduit l'expérience mystique, et le mysticisme « spéculatif », par lequel la doctrine mystique est systématiquement et théologiquement expliquée. Dans un sens plus large, on considère d'autres écrits profondément pieux également comme appartenant à ce genre. L'essor des ordres monastiques et la naissance du mouvement des béguines ont contribué à la percée du mysticisme néerlandais au XIIIe siècle, représenté, entre autres, par Hadewijch, ainsi que par Béatrice de Nazareth qui a écrit le célèbre traité en prose Van den Seven Manieren van Minne. Le XIVe siècle a connu un essor important du mysticisme en Allemagne, dont le béni Jean de Ruisbroek se rapproche. À la fin de ce siècle est né un mouvement ascétique en Hollande, qui conduit à la devotio moderna, dont le fondateur est Geert Grote (1340-1384). C'est dans cet entourage que De Imitatione Christi de Thomas a Kempis (1380-1471) trouve ses origines.

### Principaux représentants du mysticisme
Les principaux représentants du mysticisme en littérature moyen-néerlandaise sont :
- Béatrice de Nazareth : auteur de Van seven manieren van heiliger minne (vers 1240) ;
- Hadewijch : qui a écrit des Lettres, ainsi que des Poèmes strophiques qui sont, en fait, des chansons sur des mélodies empruntées au répertoire des trouvères d’Arras et de chansons mariales latines (vers 1250) ;
- Jean de Ruisbroek : auteur de Die Chierheit der gheesteliker Brulocht (vers 1350).

Le premier représentant de la littérature mystique, Béatrice de Nazareth, a décrit son amour pour Dieu dans un style clair et simple, avec une intensité expressive parfois surprenante. Les Seven manieren van minnen (sept façons d'aimer), un texte en prose, décrit les sept étapes que l'amour doit parcourir, le transformant et le purifiant, pour qu’il revienne enfin à Dieu.
Hadewijch d'Anvers est une grande poétesse mystique. Dans son œuvre, l'amour pour (minne) et l'union avec Dieu prennent également une place importante.
Pour Jean de Ruisbroek, la recherche de Dieu est la recherche des profondeurs de l'âme. Il a décrit ce processus comme une sorte d'échelle spirituelle avec trois degrés distincts :
1. la vie active,
2. la vie intérieure,
3. la vie contemplative.

## Édification et vérité
Parallèlement aux et parfois contre les écrits pouvant faire appel à l'imagination, des ouvrages didactiques ont été écrits d'après le modèle de manuscrits latins connus du Moyen Âge comme Naturis Reruum de Thomas de Cantimpré ou Bellingen, et le Speculum Majus de Vincent de Beauvais. Ici, Jacob van Maerlant a été la plus grande figure, toutefois, ayant une influence néfaste sur des disciples comme Jan van Boendale, Louis de Velthem. De nombreux travaux des XIVe et XVe siècles sont imprégnés de civilité, d'utilité et d'érudition. Bien que cela ait contribué à l'édification populaire, ce souci d'édifier ne favorisait assurément pas le développement du goût esthétique.

## Le drame religieux et laïque
Les activités dramatiques, qui s'adressaient à un public bourgeois, ont principalement eu lieu dans un environnement urbain.
On peut distinguer des drames religieux, comme les mystères, les miracles (mirakelspelen) et les moralités d'une part, et le théâtre profane, sous forme de jeux « nobles », de comédies (sotternieën) et de farces, d'autre part. Aussi bien dans les pièces sérieuses que dans les pièces comiques, la morale bourgeoise se manifeste dans les notions sur les différences de classe, sur le mariage et la sexualité.
Quelques pièces de théâtre profanes sont contenues dans le manuscrit Van Hulthem, qui date de 1410 environ.

### Le drame religieux
Incontestablement, le théâtre s’est révélé être, à un stade précoce, un instrument utile à la liturgie pour illustrer des fêtes religieuses, comme par la représentation de la résurrection du Christ, le matin de Pâques. Selon toute vraisemblance, la récitation des épopées, des « boerden », des « sproken » et des exemples, allait de pair avec une espèce d’action accompagnante, représentant un type précoce de théâtre.

### Abele spelenou jeux nobles
Par coïncidence, les plus anciens drames conservés de ce type (datant du milieu du XIVe siècle), sont quatre jeux du genre « abel » (c’est-à-dire, beau, distingué et ingénieux, abel signifiant « noble »), ainsi qu’un nombre de « cluyten », ou farces, et des comédies appelées « sotternieën ».
Trois de ces jeux « décents » sont de nature romantique et s'apparentent, par la forme, aux romans courtois de la chevalerie. Il s’agit de :
1. Lanseloet de Danemark, un cas où la différence de classe représente l’élément tragique.
2. Esmoreit, le cas d'un enfant royal, vendu par son cousin, qui, en adolescent, devient amoureux de Damiet, une fille du roi de la cour de Damas. En Sicile, à la quête de ses origines, il découvre les vraies causes de ses vicissitudes, sauve sa mère incarcérée, et punit le perfide Robert, son cousin, pour ensuite épouser Damiet, devenue chrétienne.
3. Gloriant, le jeu de l'amour persévérant et tout-conquérant, qui, malgré de nombreuses difficultés, réunit deux amants, l'un destiné à l'autre : Gloriant, duc de Brunswick, et Florentin, fille du roi sarrasin d'Abelant.
4. Le jeu de l'hiver et de l'été (Spel vanden Winter ende vanden Somer), une courte pièce allégorique où est décidée la lutte entre deux saisons.
Ces pièces sont courtes : les différents tableaux n'ont que peu de rapport et ne traitent que les thèmes principaux. Ils sont vifs, et non dénués d’humour. Si la psychologie est primitive, elle est tout de même crédible. Quoi qu'il en soit, ces jeux sont un phénomène unique dans la littérature européenne du Moyen Âge.

### Lescluytenou farces
À la même époque appartiennent un nombre de courtes farces, entre autres : Die Buskenblaser, Die Hexe, Nu Noch, Een cluyte van Playerswater (c’est-à-dire l’eau avec laquelle on joue un tour à quelqu’un). Ce sont des images populaires, très réalistes par leur langage et le traitement du sujet. On connaissait, à cette époque, l’habitude de jouer une pièce comique après une pièce sérieuse.

### Drames spirituels
En outre, il y avait des drames spirituels, dont peu ont été conservés, et ceux-ci datent tous, au plus tôt, du XVe siècle. On distingue plusieurs genres :
1. Jeux de mystères, genre où sont incorporés la matière biblique et les mystères de la foi : par exemple, la première et la septième joie de Marie (Eerste en de Sevenste Bliscap van Maria). À Bruxelles, à partir de 1448, chaque année, on jouait l’une des sept joies de Notre Dame.
2. Jeux sacrés ou de miracles, à la gloire d'un saint ou traitant d'un miracle, comme Tspel vanden Heiligen Sacramente vander Nyeuwervaert, peut-être écrit par Smeken de Bréda vers 1500), en l’honneur du Saint-Sacrement de Bréda. En outre Mariken van Nieumeghen, est considéré comme un jeu de miracle, bien que les miracles y jouent plutôt un rôle de seconde importance.
3. Jeux de processions, joués lors des ommegangs, sous forme de représentations muettes, et les jeux de chars, ce qui veut dire que les pièces étaient représentées sur des chars plats faisant partie de la procession, ou bien jouées sur une estrade immobile (par exemple : le jeu de Masscheroene, Tspel van Masscheroene, partie intégrante de Mariken van Nieumeghen).

### Les rhétoriciens et l'art dramatique

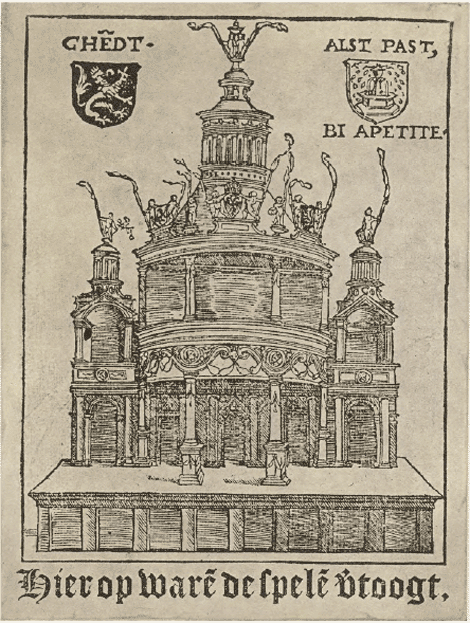
Scène sur lequel furent montés les jeux du Landjuweel de Gand en 1539. Illustration de la publication des moralités (spelen van sinne).

Le temps des rhétoriciens était arrivé dans l’intervalle. Un « rhétoricien » (étymologie populaire de rhétoricien, rhétoriqueur - rhetoriker, rétrosijn) pourrait aussi bien être affilié à une chambre de rhétorique qu’écrire de la poésie dans le genre pratiqué par les rhétoriciens. Les chambres de rhétorique, en tant qu’associations culturelles, remplissaient une fonction pratiquement officielle à la fin du Moyen Âge, et leur structure a été copiée sur celle des guildes, en particulier sur celle des corporations de tireurs. Des chambres importantes étaient : Den Boeck (Bruxelles, 1401), De Fonteyne (Gand, 1448), De Violieren (Anvers, vers 1450), De Peoen (Malines, 1471) et De Egelantier (Amsterdam, 1517).
Leurs principales créations incluaient des drames où l'aspect individuel de ces associations - autant que leur aspect collectif - est mis en évidence ; en effet, un poète (habituellement le « facteur » ou poète et dramaturge en titre) devait fournir le texte, et les membres pouvaient soit participer à un jeu soit assister au spectacle. Nombreux étaient les concours qui avaient lieu entre plusieurs chambres, et ces tournois dramatiques devenaient de véritables fêtes populaires. Les plus célèbres étaient les compétitions, appelées Landjuwelen, organisées en Brabant, dont le dernier a eu lieu à Anvers en 1561.

#### Jeux classiques, de mystères, de miracle, de table, farces et esbatemens
Dans ces cercles, on jouait toujours des jeux de mystères et de miracle, et les jeux de la passion y ont trouvé leur berceau, ainsi que les jeux des apôtres ; il y avait même des jeux classiques et romantiques (dont le meilleur est Den Spieghel der Minnen par Colijn van Rijssele [ou de Lille] : une histoire amoureuse d'un garçon de la haute bourgeoisie et d’une jeune fille de la petite bourgeoisie - la différence de classe en est un élément dramatique). De plus, on connaissait les jeux de table :  de courts dialogues pour rehausser l'éclat d'une fête ou d’une réunion. Dans les farces, que l'on appelait souvent esbattemens, on trouve fréquemment les meilleurs exemples d'intuition dramatique ; ils ne sont, en général, que peu édifiants par leur ton ou par la matière traitée. Les Violieren d'Anvers ont remporté le premier prix au Landjuweel de Diest, en 1541, avec l’Esbatement van Hanneken Leckertant de Jan van den Berghe.

#### Les moralités
Le genre qui a	été pratiqué le plus souvent était le spel van sinne ou moralité, ainsi nommé d'après la question posée par la chambre qui invitait, et sur lesquelles les chambres invitées devaient trouver une réponse dans leur pièce. Ainsi, la question posée à l’occasion de la fête de la rhétorique à Gand, en 1539, était : « Welck den mensch stervende het meesten troost is » (« Qu’est-ce qui offre à l'homme le plus de consolation lorsqu’il meurt ? »). Sans doute, la meilleure de ces moralités est Elckerlijc (1470), et parmi les poètes les plus célèbres ayant pratiqué ce genre figurent Anthonis de Roovere (Bruges, décédé en 1482), Cornelis Everaert (Bruges, décédé en 1556) et Robert Lawet (Roulers, seconde moitié du XVIe siècle). La plupart des pièces sont anonymes pour nous et beaucoup d'autres ont été perdues. Souvent, au XVIe siècle, un écho de la Réforme se fit entendre. À peine, cela peut surprendre, puisque ces pièces didactiques visaient en premier lieu à communiquer, au moyen de personnages allégoriques, toutes sortes de considérations moralistes ou religieuses ; créer une action dramatique occupait la seconde place.

## Chanson et poésie lyrique

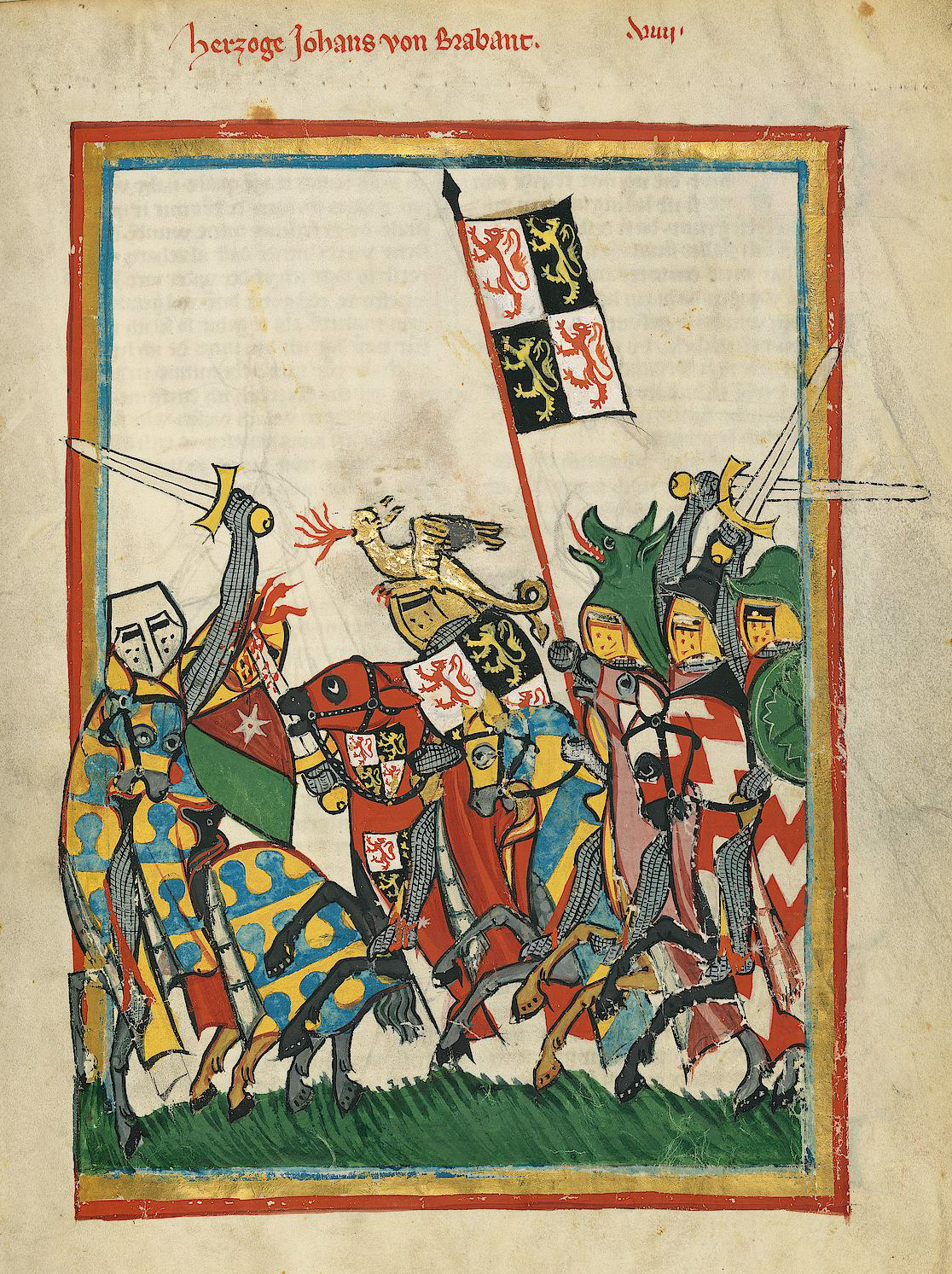
Jean Ier de Brabant, enluminure du manuscrit dit Codex Manesse, de 1300 environ.

Le plus souvent, la poésie lyrique médiévale était conçue pour être chantée. On distingue des chansons d’art (le travail d’artistes conscients, ayant leur propre inspiration et aspirant à une forme raffinée) et les chansons populaires (également produites par des individus, mais pour leur simplicité, leur charme et leurs thèmes populaires, adoptées par les masses populaires).
Beaucoup de chansons ont été notées seulement à la fin du Moyen Âge. On les retrouve dans des manuscrits tels que ceux de Hulthem, de La Haye, de Gruuthuse, ainsi que dans des recueils imprimés du XVIe siècle, comme Een devoot ende profitelyck boecxken (Anvers, 1539) et Een schoon liedekens Boeck (Anvers, 1544). Cela rend très difficile de déterminer avec précision la date d'apparition de la plupart de ces chansons.

### Lyrique d’amour courtois
Sous l’influence de la poésie lyrique des troubadours de la Provence, un lyrisme artistique et courtois se crée sur le sol des anciens Pays-Bas :  Hendrik van Veldeke est le premier dont on connaît des œuvres transmises par voie écrite, bien qu’uniquement en moyen haut allemand. Jean Ier de Brabant, de qui le père était intégré, pour ainsi dire, dans le réseau des trouvères, a laissé neuf chansons courtoises. Le lyrisme amoureux et mystique subit l’influence de la poésie, comme c’est le cas dans les chansons, ou poèmes strophiques, de Hadewijch. Des poèmes très personnels ont été écrits à une époque précoce, par exemple l’élégie émouvante Egidius, waer bestu bleven ?

### Ballades et romances
Le répertoire le plus populaire comprend les ballades et romances, des morceaux épiques et lyriques, qui ne sont pas sans rappeler les chansons historiques, telles que Van den Kaerlen, Van Graef Floris ende Geeraert van Velsen. En outre, il y avait des chansons d’amour (où sont exprimées la joie, le désir, ou la détresse), de mai, de garde, de chevaliers ou moqueuses, ainsi que des chansons à boire.
Les chansons populaires spirituelles différent peu des profanes par la forme et l'élaboration, et parfois elles étaient chantées sur les mêmes airs. Les genres les plus importants étaient : les chants de Noël, les chansons mariales et de légende, les chansons sur les grands jours de fête chrétienne, et sur les saints.

### Chansons spirituelles
Quelques poètes de chansons spirituelles sont connus par leur nom, dont plusieurs des Pays-Bas septentrionaux, tels que Johannes Brugman (vers 1400-1473), un célèbre prédicateur populaire (auteur du fameux Ick heb ghejaecht mijn leven lanc) et Suster (Sœur) Bertken (1426 ou 1427-1514), une ermite (de qui on connaît, entre autres, Ick was in myn hoofkijn om cruyt gegaen).
De plus, la poésie strophique était florissante à l’époque, représentant plutôt une expression de toutes sortes de considérations et de réflexions moins aptes à être chantées. Dans ce contexte, il faut mentionner, une fois de plus, Jacob van Maerlant. Surtout au XVe siècle, on trouve de beaux poèmes qui expriment souvent la pensée à la mort, tellement présente pour tant de gens à cette époque.

### Poésie lyrique des rhétoriciens

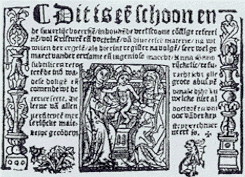
Frontispice de l'édition de 1528 des Refrains d’Anna Bijns.

Les rhétoriciens s'occupaient beaucoup de la chanson populaire ; c'étaient eux qui publiaient les collections de vieilles chansons. En outre, ils pratiquaient une forme poétique typique : le refrain, un poème de plusieurs strophes qui se termine par un « envoi » adressé au « Prince » de la chambre. La ligne de conclusion d'une strophe, répétée dans les autres, qui énonce aussi le thème, fut appelée « stoc ». En fonction de ce qu'on voulait exprimer, il y avait trois types de refrains : int sot (comique, souvent équivoque et parfois obscène), int amoureus (amoureux), int wijs (ou int vroed ; sage, aux sujets d’ordre religieux et didactique).
La connaissance de ces poèmes est surtout puisée dans quelques anthologies volumineuses, recueillies par Jan van Styevoort, Jan van Doesborch et d'autres, ainsi que par le manuscrit dit de Cornelis Crul, et par des éditions de refrains d'Anthonis de Roovere, d’Anna Bijns et d’Edward de Dene.
Si pas tout dans ces ouvrages mérite d'en faire l'éloge, on peut, toutefois, admettre qu'il y a encore beaucoup de beauté à découvrir par ceux qui veulent prendre la peine de se familiariser avec le langage assez artificiel et la spécificité de la technique de versification, les expressions stéréotypées et l'imagerie et le symbolisme inhabituels à une époque plus moderne.
Les rhétoriciens du plus grand renom, les plus prolifiques aussi, étaient Anthonis de Roovere (Bruges, mort en 1482), Cornelis Everaert (Bruges, mort en 1556), Matthijs de Castelein (Audenarde, 1488-1550), Jan van den Dale (Bruxelles, mort en 1522), Anna Bijns (Anvers, 1493-1573), Edward de Dene (Bruges, 1505-1579) et Cornelis Crul (Anvers, première moitié du XVIe siècle). Matthijs de Castelein a écrit une théorie de leurs conceptions esthétiques. Il n'est pas surprenant de trouver, dans les vers des rhétoriciens, l'écho des grands courants de cette époque, surtout de la Réforme. Les rhétoriciens s'occupaient aussi de la « rethorike extraordinaire », genre de bricolage poétique ou d'exercices habiles en poésie comme la rime rétrograde, qui mérite à peine d’être considéré comme de la poésie.

### Source principale
- (nl) Luc Debaene, J.-B. Janssens et Frans Verbiest, Nederlandse bloemlezing met literatuurgeschiedenis, 4e impr., Anvers, De Nederlandsche Boekhandel, 1962, p. 9-105.